# Archi (Reggio Calabria)
Il quartiere di Archi si affaccia sullo stretto di Messina, la costa ha una lunghezza di 3 km circa, da Scaccioti a Monte Santo e raggiunge le balze di Zarmà, Calvario, Rocca di Mosca, Garniti, Calamaci, Ceccarello, Vigna di Mare, Rocca Pati e Rocca Grande. È attraversato dai torrenti Torbido, Bandera, Malavenda, Corvo. Attualmente conta circa 9.000 abitanti. Confina a nord con Gallico, a sud con Santa Caterina, a est con Ortì, a ovest con le acque dello stretto di Messina. Fu da sempre l’estremità nord dell’Universitas Reggina, del libero Comune di Reggio Calabria, che aveva come confine settentrionale il fiume Scaccioti. Oggi costituisce la X circoscrizione del comune di Reggio Calabria ed è tagliata in due a ovest della Autostrada A2.
I suoi rioni sono:
- Carmine
- Gullina
- Sant'Anna
- Scaccioti
- Malavenda
- San Francesco
- Mercatello
- Lupardini
- Armacà
- CEP

## Storia
L’origine del suo nome deriva appunto dal titolo della cappella di Sancta Maria de Arco o del Bosco (1558-1563), costruita nel bosco del Risignolo dopo lo sbarco di pascià Mustafà nel 1558, danneggiata irrimediabilmente nel 1563 dal pirata turco Dragut e infine demolita (1600) perché cadente. Archi é un sito abitato sin da età antichissime. Nel vallone Corvo sono stati ritrovati crostacei, conchiglie, coralli, gusci di molluschi risalenti a 500.000 anni a.C. All’era quaternaria, a Lupardini, appartiene la tibia di un pinguino boreale, detto Alca Impennis, ritrovata dal professore Adolfo Berdar, adesso al Museo della Magna Grecia di Reggio Calabria.  Al Medio Pleistocene (50.000 a.C.), risale la mandibola di un bambino ritrovata a Lupardini, anche questa nel Museo della Magna Grecia reggino. Per il Rohlfs, il toponimo Lupardini, risale al termine Liparini, cioè Lipari; l’isola da cui giunse il principe ausonico Giocasto, che fonti letterarie (Eraclide e Diodoro Siceliota) confermano abbia posto il suo regno nei paraggi reggini, nell’età del Bronzo recente (XIII a.C.), senza tuttavia occupare la città. Il culto di Giocasto fu tramandato dai calcidesi che ne inserirono l’immagine in alcune monete coniate nel V secolo a.C.. Sulla collina di Pentimele è stata trovata una villa ellenistica necropoli ellenistica (IV-III a.C.), con corredo, decorazioni parietali e decorazioni (le uniche scoperte a Reggio), ritrovata nel dicembre 1883 intorno alla cava di prestito di Giacinto Plutino. È andata completamente persa per una frana. Ne è rimasta la descrizione in un acquerello conservato al Museo archeologico reggino (da Gino Votano, Storia di Archi, 1984, Edizioni Teatro del Mediterraneo, Archi).
Una leggenda narra che cinque bellissime fanciulle uguali, che abitavano sulla collina, che per farsi distinguere dai fidanzati, al tramonto, intonavano cinque canti diversi (penti mele = cinque canti). I monaci melchiti in fuga dal Medio Oriente, nel IX secolo fondarono il monastero e la chiesa di Sant’Antonio Abate in stile romanico ad una navate e tre absidi. Qui pregò Roberto il Guiscardo, prima di espugnare la città di Reggio .Villa Plutino è uno dei luoghi storici regionali. Qui il conte Plutino ideò il primo giornale reggino "Fata Morgana", organizzò la rivolta anti borbonica del 1847, incontrò Garibaldi nel 1860 e organizzò la spedizione garibaldina per la liberazione di Roma in Aspromonte del 1862 ( da Gino Votano, Storia di Archi, 1984, Edizioni Teatro del Mediterraneo, Archi).

## Gli insediamenti urbani
Il primo insediamento è sulla collina di Pentimele, poi intorno a Lupardini che controlla la baia diventata importante porto per l'ossidiana. Gli Ausoni si stabilirono nell'attuale zona Carmine, a ridosso dei fiumi Malavenda e Bandiera, nell'area di Villa Plutino. Il nucleo urbano odierno fu costituito da sei famiglie di allevatori o "ferrianti" che organizzarono la Fiera del Turbolo. ( da Gino Votano, La Toponomastica storica di Archi, 1999, Edizioni Teatro del Mediterraneo, Archi.). A Scalone e Mercatello c'erano i lavatoi e le prime fontane pubbliche. Il rione più recente è Archi CEP, un imponente complesso edilizio popolare che ospita migliaia di persone rimaste senza casa alluvioni torrentizie che negli anni Cinquanta colpirono lo Jonio reggino. Si tratta di isolati formati da quattro fabbricati disposti a corte, all'interno dei quali c'è un'area verde. Negli anni ottanta il CEP è stato scenario di esecuzioni per opera della 'ndrangheta, come l'agguato tenuto al boss Paolo De Stefano, che risiedeva proprio ad Archi.

## Servizi
Archi è collegato direttamente con il centro della città attraverso autobus dell'ATAM e l'Autostrada A2 (svincolo Reggio Calabria Gallico). Inoltre è dotato di una stazione ferroviaria (RC Archi). Ha l'antica farmacia Lazzaro. Diversi palmenti per la lavorazione del mosto. L'acquedotto di Sant'Antonio. I campi da tennis del circolo Polimeni. Il campo di calcio dell'Archi. Il palazzetto dello sport. Stabilimenti balneari. La sede estiva del Circolo dei Nobili ora Circolo di Società. Ha avuto le scuole materne ed elementari e una scuola media statale intitolata allo sculture reggino Klearchos, oggi Istituto Comprensivo Falcomatà - Archi, dedicata alla memoria dello storico sindaco reggino Italo Falcomatà.

## Economia
Archi nasce come un centro di lucrosi commerci di ossidiana sotto il regno del principe Giocasto. Con gli Ausoni divenne un importante centro di allevatori, collegamento tra le balze pre-aspromontane di Arasì, Cerasi e Ortì. Allevatori o "ferrianti" che danno vita ad una delle tre grandi fiere reggine, la Fiera del Turbolo. Per secoli fino a metà del XX secolo è un grande centro di bachicoltura (Case di nutricato) e produzione della seta grezza venduta poi alle filande di Santa Caterina.  La piana vicino al mare diventa prezioso centro di agricoltura specializzata e rifornimento cittadino di ortaggi (broccoli di Zarmà, piselli, cipolle, pomodori, lattughe) e frutta (fichi, fichi di india, more. olive, pesche, albicocche, ciliegi). Fiorente la produzione di vino (vino di Zarmà), salumi, fichi secchi, carrubba. Da fine Settecento diventa un florido centro agrumicolo con produzione inedita di bergamotti, utilizzati per profumi di fama internazionali come Chanel n.5. Fino agli anni Cinquanta del secolo scorso c’erano ancora gli alambicchi per la lavorazione del bergamotto.  ( da Gino Votano, Storia di Archi, 1984, Edizioni Teatro del Mediterraneo, Archi).

## Cultura
Nel 1983 è stata fondata  l'associazione culturale Teatro del Mediterraneo. che organizza il  Premio giornalistico Internazionale Gino Votano. per il Miglior documentario del Mediterraneo con il patrocinio del ministero della Pubblica Istruzione, la Federazione Nazionale della Stampa, l'Unione Nazionale Cronisti Italiani e Gispe (Giornalisti Italiani per lo Spettacolo) in collaborazione con l'Atelier F della cattedra di pittura dell'Accademia di Belle Arti di Venezia. L'associazione in collaborazione con la X Circoscrizione ha allestito mostre e presentato progetti sul recupero dei Fortini di Pentimele per la realizzazione di un Museo Virtuale, l'altro con l'Unione Europea Azione Giovani e Italia Nostra sulla storia e morfologia della collina di Sant'Antonio, producendo con gli studenti un ipertesto. Nel 2003, alla prima edizione del Premio, l'associazione ha donato alla scuola media del quartiere allora intitolata allo sculture reggino Klearchos, oggi  Istituto Comprensivo Falcomatà - Archi (archiviato dall'url originale il 5 febbraio 2021), parte dell'archivio fotografico Votano su Archi. Il quartiere è stato sede di una parte della  facoltà di giurisprudenza dell'Università Mediterranea di Reggio Calabria..
Dall'estate Giugno 2016, sul sagrato e nei locali nei dintorni della Chiesa di Sant'Antonio Abate in Archi si svolgono degli appuntamenti principalmente nei mesi estivi ma spesso anche invernali dedicati alla cultura. Promossi da un'idea dell' Associazione Culturale No-Profit "Archi Carmine Non Ci Sta". (associazione attiva nel territorio di Archi dal 2014 e ufficializzata nel 2016 da un sogno di alcuni giovani di Archi Carmine, ma poi successivamente scioltasi nel 2017) ma dal 2017 e ufficialmente da Gennaio 2022 nasce l' Associazione Culturale "Sant'Antonio Abate in Archi".(portata avanti dall'Avv.Francesco Giunta (detto Franco) che continuerà sugli ideali e i progetti promossi precedentemente dall' Associazione "Archi Carmine Non Ci Sta". e ogni anno nei mesi estivi e invernali portano avanti un vasto calendario di appuntamenti culturali per tutta la popolazione reggina.

## Sport
Tra gli sport più praticati vi sono il calcio rappresentato dall'A.S.D. Accademia Calcio Archi costituitasi nell'ottobre del 2018 e che svolge solo attività di base. L'altra squadra è l'A.S.D. Comprensorio Archi Calcio che svolge attività di settore giovanile e con la prima squadra che ha partecipato al campionato di Promozione dalla stagione 2018/19 alla stagione 2022/23, prima di cedere il titolo sportivo. Vi sono poi degli altri sport meno frequentati come la pallacanestro, la pallavolo, il ciclismo, le arti marziali, le discipline danzanti. Una disciplina importante che negli anni ha conseguito importanti risultati e riconoscimenti è la canoa con la  CKC Canoa Reggio Calabria..

## Luoghi di culto
- Chiesa di Maria Santissima del Monte Carmelo
- Chiesa di San Giovanni Battista
- Chiesa di Santo Stefano da Nicea
- Chiesa di Sant'Antonio Abate
- Chiesa di San Francesco Saverio